# El Borj
El Borj (en àrab البرج, al-Burj; en amazic ⵍⴱⵕⵊ) és una comuna rural de la província de Khénifra, a la regió de Béni Mellal-Khénifra, al Marroc. Segons el cens de 2014 tenia una població total de 3.812 persones.